# 1469

## Събития
- Пренасяне мощите на Свети Иван Рилски от Търново в Рилския манастир
- Сватба на Исабела Кастилска с Фернандо Арагонски и обединение на Испания в лична уния.

## Родени
- Вашко да Гама, португалски мореплавател
- 3 май – Николо Макиавели, италиански философ
- 31 май – Мануел I, крал на Португалия

## Починали
- Филипо Липи, ренесансов художник
- Монтесума I, император на ацтекски Мексико
- 2 декември – Пиеро ди Козимо Медичи,